# Гонтье, Николь
Нико́ль Гонтье́ (фр. Nicole Gontier; род. 17 ноября 1991, Аоста) — итальянская биатлонистка, двукратный бронзовый призёр Чемпионата мира в женской эстафете (2013, 2015), участница Олимпийских игр 2014 и 2018 года.

## Спортивная карьера
Николь Гонтье родилась в Аосте и выросла в Шампорше. Она начала кататься на лыжах вместе с отцом и дедушкой. Однако потом она выбрала биатлон, потому что любила разнообразие и атмосферу в тренировочной группе стреляющих лыжников. Кроме родного французского, Николь также знает итальянский и английский языки.
Первые заметные успехи на международном уровне пришли к спортсменке на юниорском Чемпионате мира, где она в составе сборной Италии выиграла серебряную медаль в 2009 году и бронзовую медаль в 2011 и 2012 году в эстафете.
На Кубке мира дебютировала сразу на стартах Чемпионата мира по биатлону 2012 года в Рупольдинге, где в спринтерской гонке заняла 79 место. Год спустя, на Чемпионате мира 2013 года в чешском Нове Место совместно с подругами по команде Италии завоевала бронзовую медаль в эстафете. На Чемпионате мира по летнему биатлону в Форни-Авольтри в 2013 году биатлонистка выиграла бронзу в смешанной эстафете.
На Олимпийских играх 2014 года в Сочи выступила в спринте (54 место), гонке преследования (49 место), индивидуальной гонке (45 место) и женской эстафете (6 место).
На этапе Кубка мира в немецком Оберхофе в сезоне 2014/2015 Николь Гонтье впервые попала на подиум на этапе Кубка мира — она заняла третье место в спринтерской гонке, уступив только Веронике Витковой и соотечественнице Доротее Вирер. Два месяца спустя, на Чемпионате мира 2015 года биатлонистка выиграла бронзовую медаль в женской эстафете.
С тех пор прогресс молодой итальянки остановился, преимущественно из-за очень плохой статистики стрельбы. По этой причине Гонтье частый гость на Кубке IBU. Однако на Олимпийские игры в Пхёнчхан она отобралась и спринте заняла 44 место.
В эстафете на Чемпионате мира в Эстерсунде, несмотря на неудачное выступление сборной Италии, удивила своей точной стрельбой, поразив мишени десять раз из десяти.

## Результаты

### Участие в Олимпийских играх
| Год  | Место проведения | Инд | Спр | Пр | МС | Эст | См |
| 2014 | Сочи             | 45  | 54  | 49 | —  | 6   | —  |
| 2018 | Пхёнчхан         | 38  | 44  | 48 | —  | 9   | —  |

### Участие в Чемпионатах мира
| Год  | Место проведения | Инд | Спр | Пр | МС | Эст | См | Сусм |
| 2012 | ЧМ Рупольдинг    | 68  | 79  | —  | —  | 12  | —  | н/д  |
| 2013 | ЧМ Нове-Место    | —   | 50  | 59 | —  | 3   | —  | н/д  |
| 2015 | ЧМ Контиолахти   | 35  | 66  | —  | —  | 3   | —  | н/д  |
| 2019 | ЧМ Эстерсунд     | 69  | 52  | 48 | —  | 10  | —  | —    |

### Подиумы в личных гонках
| Сезон     | Страна проведения этапа | Вид гонки           | Место |
| --------- | ----------------------- | ------------------- | ----- |
| 2014/2015 | Оберхоф                 | Гонка преследования | 3-е   |